# Angelo Carosi
Angelo Carosi (né le 20 janvier 1964 à Priverno) est un athlète italien spécialiste du 3 000 mètres steeple. 

## Biographie
En 1994, il remporte la médaille d'argent sur 3 000 mètres steeple aux Championnats d'Europe, derrière son compatriote Alessandro Lambruschini.

### Palmarès
| Date | Compétition           | Lieu      | Résultat | Performance   |
| ---- | --------------------- | --------- | -------- | ------------- |
| 1990 | Championnats d'Europe | Split     | 4e       | 8 min 17 s 48 |
| 1991 | Championnats du monde | Tokyo     | 7e       | 8 min 20 s 80 |
| 1993 | Championnats du monde | Stuttgart | 8e       | 8 min 23 s 42 |
| 1994 | Championnats d'Europe | Helsinki  | 2e       | 8 min 23 s 53 |
| 1995 | Championnats du monde | Göteborg  | 5e       | 8 min 14 s 85 |
| 1997 | Championnats du monde | Athènes   | 8e       | 8 min 16 s 01 |

### Records
| Épreuve              | Performance   | Lieu   | Date        |
| -------------------- | ------------- | ------ | ----------- |
| 3 000 mètres steeple | 8 min 14 s 02 | Monaco | 2 août 1994 |